# Continental Circus (groep)
Continental Circus was de naam voor een groep motorcoureurs die vanaf de jaren vijftig tot de jaren zeventig als privérijder langs de circuits trok. 

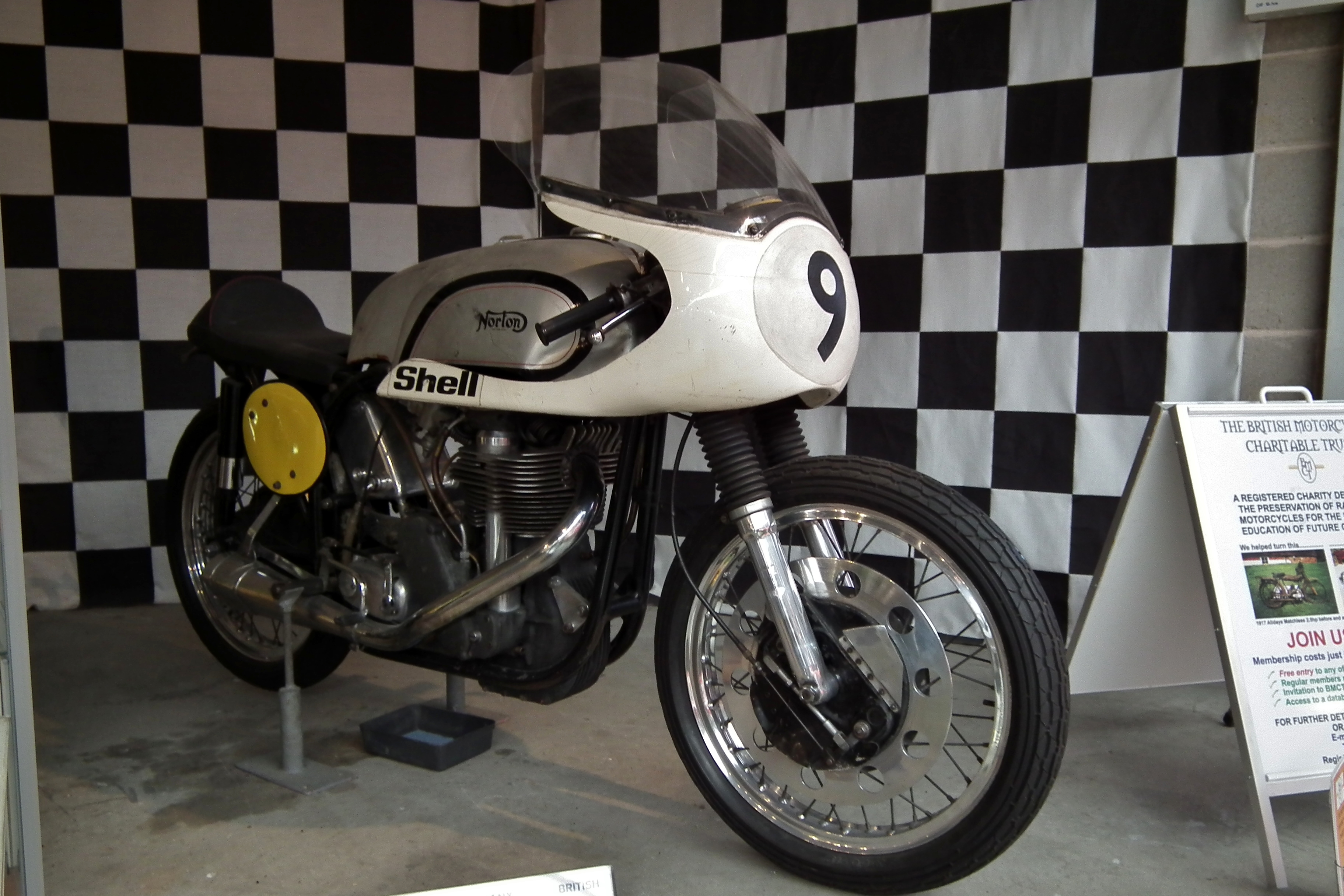
De Norton Manx was het meest gebruikte stuk gereedschap in het Continental Circus. Door de hoge productieaantallen waren onderdelen relatief goedkoop en omdat iedereen zo'n machine had konden coureurs elkaar helpen. Vaak had men slechts 1 frame met twee blokken om in twee klassen te kunnen starten.

In de jaren vijftig begon een aantal coureurs door Europa te reizen om met wegraces hun brood te verdienen. Hierdoor vormden ze een vaste, reizende kring van rijders die steeds op een of andere manier afhankelijk waren van elkaar. Door het reizen en het samen kamperen in rennerskwartieren was de groep vergelijkbaar met een circus. 
Fabriekscoureurs konden met de steun van hun merk de hele wereld rondreizen om deel te nemen aan de meest lucratieve races van het wereldkampioenschap wegrace. Door hun superieure motorfietsen wonnen ze ook het meeste prijzengeld. Privérijders moesten voortdurend een afweging maken tussen de kosten van het reizen naar een circuit en het start- en prijzengeld dat ze verwachtten te ontvangen. Ze hadden over het algemeen geen monteurs, maar hooguit een echtgenote of vriendin die kon zorgen voor de pitsignalen en het bijhouden van de rondetijden. 
Aanvankelijk konden de privérijders gebruikmaken van productieracers als de Norton Manx en de Matchless G50. Die machines waren kansloos tegen de MV Agusta 500 4C, de Gilera 500 4C en later de Honda RC 181, maar konden tot in de jaren zeventig wel een tweederangs rol in de GP's spelen. Daardoor kon prijzengeld gewonnen worden, maar de startgelden werden door de meeste organisatoren zo laag mogelijk gehouden. Voor de fabrieksrijders speelden ze geen grote rol, voor de privécoureurs waren ze min of meer een chantagemiddel: om punten in het wereldkampioenschap te scoren moesten ze wel meedoen. Daarom kozen veel coureurs van het Continental Circus voor internationale races die wel startgeld maar geen WK-punten opleverden. 
In het rennerskwartier moesten hele families zich behelpen met minimale toilet- en wasvoorzieningen, maar ze konden meestal geen vuist maken tegen de organisatoren om de situatie te verbeteren. Soms kregen ze daarbij wel steun van de fabrieksrijders, zoals het team van Gilera tijdens de TT van Assen van 1955, toen Geoff Duke het voortouw nam in de protesten tegen het overvolle rennerskwartier en de slechte voorzieningen. Het resulteerde in een schorsing door de FIM van veertien rijders in 1956, waardoor het onverslaanbare Gilera-team de wereldtitel aan MV Agusta moest laten. 
De hoop van privérijders om deel uit te gaan maken van een fabrieksteam nam in de jaren zestig aanvankelijk toe toen de Japanse merken Honda, Yamaha en Suzuki gingen deelnemen aan het wereldkampioenschap, maar na 1968 was alleen MV Agusta als fabrieksteam over. Hun rijder Giacomo Agostini won al jarenlang elke race waarin hij startte. 
Begin jaren zeventig werden steeds meer teams gevormd door sponsoren. Daardoor kregen ook veel privérijders ondersteuning. Door de oprichting van de Grand Prix Riders Association, die steeds meer gehoor vond bij de FIM, werden organisatoren gedwongen maatregelen met betrekking tot de veiligheid van de circuits en de hygiëne in de rennerskwartieren te nemen. Vanaf dat moment begon het fenomeen "Continental Circus" zijn betekenis te verliezen. 

## Geld verdienen
Privérijders konden in de WK-Grands Prix nauwelijks geld verdienen, maar ze konden er wel naam maken. Daarmee konden ze dan hogere startgelden bij internationale races eisen, of kregen die al door de organisator aangeboden. Ze konden echter ook gevraagd worden omdat ze hun races spannend maakten. Vooral coureurs uit Nieuw-Zeeland, Australië en de zuidelijke Afrikaanse landen als Rhodesië en Zuid-Afrika, die het hele seizoen ver van huis waren en dus veel samen reisden, maakten afspraken om een race zo spannend mogelijk te laten lijken om vervolgens beurtelings te winnen. Zulke spannende wedstrijden wilde elke organisator wel en zo werd hun startgeld steeds hoger. In de late jaren zestig en vroege jaren zeventig werd het iets anders aangepakt: het hele startveld maakte de afspraak samen te blijven tot twee ronden voor het einde, waarna de beste mocht winnen. Dit mes sneed van twee kanten: de organisatoren vroegen de rijders zelf om er "een spannende wedstrijd van te maken", maar in deze tijd waarin jaarlijks enkele slachtoffers vielen konden de coureurs de race voor 90% veilig houden. Er werd slechts twee ronden echt geracet. Slechts in enkele gevallen werd de winnaar van tevoren aangewezen vergelijkbaar met de huidige kermiskoersen bij het wielrennen.

## Film
In 1969 maakte Jérôme Laperrousaz de documentaire film Continental Circus, waarin Jack Findlay en zijn levensgezellin Nanou Lyonnard werden geportretteerd.